# Apostelkirche (München-Solln)

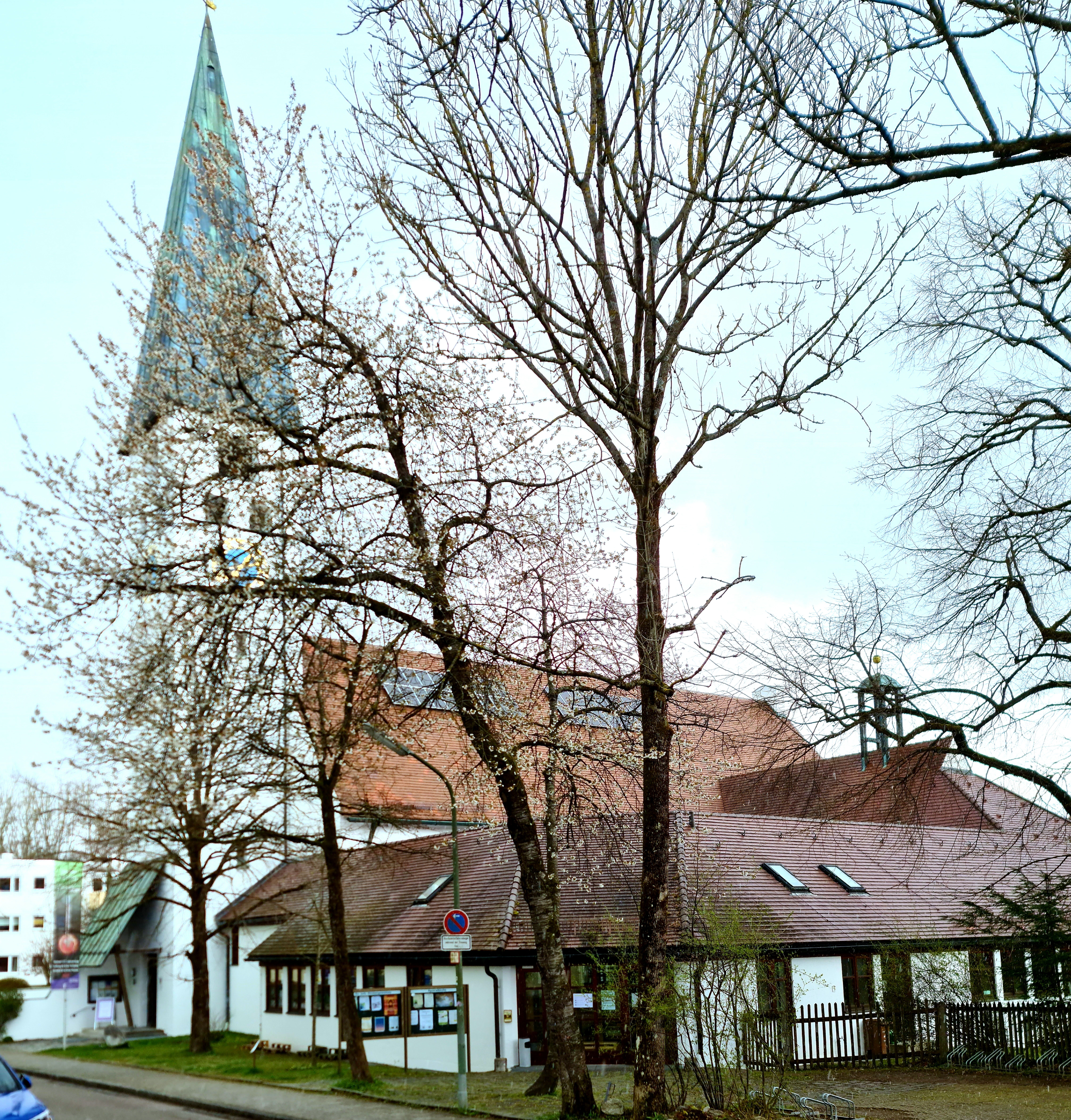
Apostelkirche München-Solln – Außenansicht mit Gemeindehaus

Die evangelisch-lutherische Apostelkirche im Münchner Stadtteil Solln wurde 1961 vom Architekten Gustav Gsaenger errichtet. Sie steht an der Konrad-Witz-Straße 17.

## Geschichte
Die Gemeinde Apostelkirche ist eine Tochter der Himmelfahrtskirche Sendling, deren Gebiet ursprünglich den ganzen Münchener Süden und seine Vororte umfasste. Solln war damals noch ein eigenständiges Dorf.
1914 wurde der Evangelische Verein Solln, Pullach und Umgebung gegründet, der sich die Einführung evangelischen Religionsunterrichts und einer eigenen Gemeinde und Kirche in Solln zum Ziel gesetzt hatte. 1919 wurde die selbstständige Kirchengemeinde gegründet, die das Gebiet Solln, Prinz-Ludwigs-Höhe, Forstenried, Pullach und Grünwald umfasste. Am 17. Dezember 1922 wurde eine Holzkirche – die erste Apostelkirche – an der Bertelestraße 35 in unmittelbarer Nachbarschaft zur jetzigen Kirche eingeweiht.
Vier Jahrzehnte nach ihrer Errichtung war die alte Holzkirche zu klein geworden und genügte zeitgemäßen Bauanforderungen nicht mehr. Architekt Gustav Gsaenger wurde beauftragt, eine Kirche aus Stein zu bauen, die 1961 eingeweiht wurde – die heutige Apostelkirche.
Die Gemeinden Grünwald, Pullach und Fürstenried verselbstständigten sich von 1940 bis 1963. Die Gemeinde Apostelkirche wurde wegen der neu entstandenen Parkstadt Solln 1965 in zwei Pfarrbezirke aufgeteilt. Der zweite, neue erhielt eine eigene Kirche, die Petruskirche im Ökumenischen Kirchenzentrum Parkstadt Solln. Dennoch wurde der Platz in der Apostelkirche für die verschiedenen Gruppen und Kreise der Gemeinde knapp und deshalb ein Anbau mit mehreren Gemeinderäumen errichtet, der 1986 bezogen wurde.
2002 zog der Evangelische Verein, welcher längst Evangelischer Verein München-Solln hieß und ein Diakonieverein war, aus beengten Büroräumen im Gemeindehaus in einen eigenen Pavillon auf dem Kirchengelände um, was der Kirchengemeinde zusätzlichen Platz schaffte.
Die allgemein sinkende Zahl der Kirchenmitglieder und damit der Kirchensteuereinnahmen veranlasste den Kirchenvorstand Ende 2023 zu dem Beschluss, die Petruskirche des zweiten Pfarrbezirks zum 31. Juli 2024 zu schließen und das Gebäude an den Eigentümer, die Evangelisch-Lutherische Gesamtkirchengemeinde, „zurückzugeben“. Damit wird die Apostelkirche wieder die einzige Kirche der Gemeinde.

## Ausstattung

Apostelkirche München-Solln – Innenansicht Kirche

Die Turmspitze der Apostelkirche verbindet drei Motive miteinander: das Kirchenkreuz (4,5 m lang), einen Engel als Wetterfahne, in dessen Gewand noch einmal ein Kreuz eingewoben ist, fußend auf einem geschwungenen Bogen (1,10 m lang), dessen vordere Spitze eine goldene Weltkugel darstellt.
Die fünf Glocken wurden von der Glockengießerei Bachert in Kochendorf gegossen. Die schwerste davon wiegt 800, die leichteste auf dem Dach des Gemeindehauses 56, zusammen wiegen sie 2078 Kilogramm. Jede von ihnen trägt ihre eigene biblische Inschrift.
Der „Schöpfungsbrunnen“ im Innenhof, ein Werk des Münchner Bildhauers Josef Fromm, ist eine Art meditatives Zentrum des gesamten Kirchenkomplexes.
Gustav Gsaenger schuf auch die liturgischen Geräte: das Altarkreuz, die Altar- und Deckenleuchter, das Taufgeschirr und die Abendmahlsgeräte, die Opferstöcke und den passenden Schrank in der Sakristei. Das Altarbild stammt von seiner Tochter, der Kunstmalerin Angela Gsaenger: Jesus und die zwölf Apostel.
In das Kirchenschiff wurden Teile der alten Holzkirche integriert: Das große Altarkreuz hängt im Übergang zum Gemeindehaus, und die leuchtenden Glasfenster Bernhard Jägers verleihen der Sakristei farbiges Licht; seine Ölgemälde zu biblischen Szenen schmücken die Klinkerwände des Kirchenschiffs.

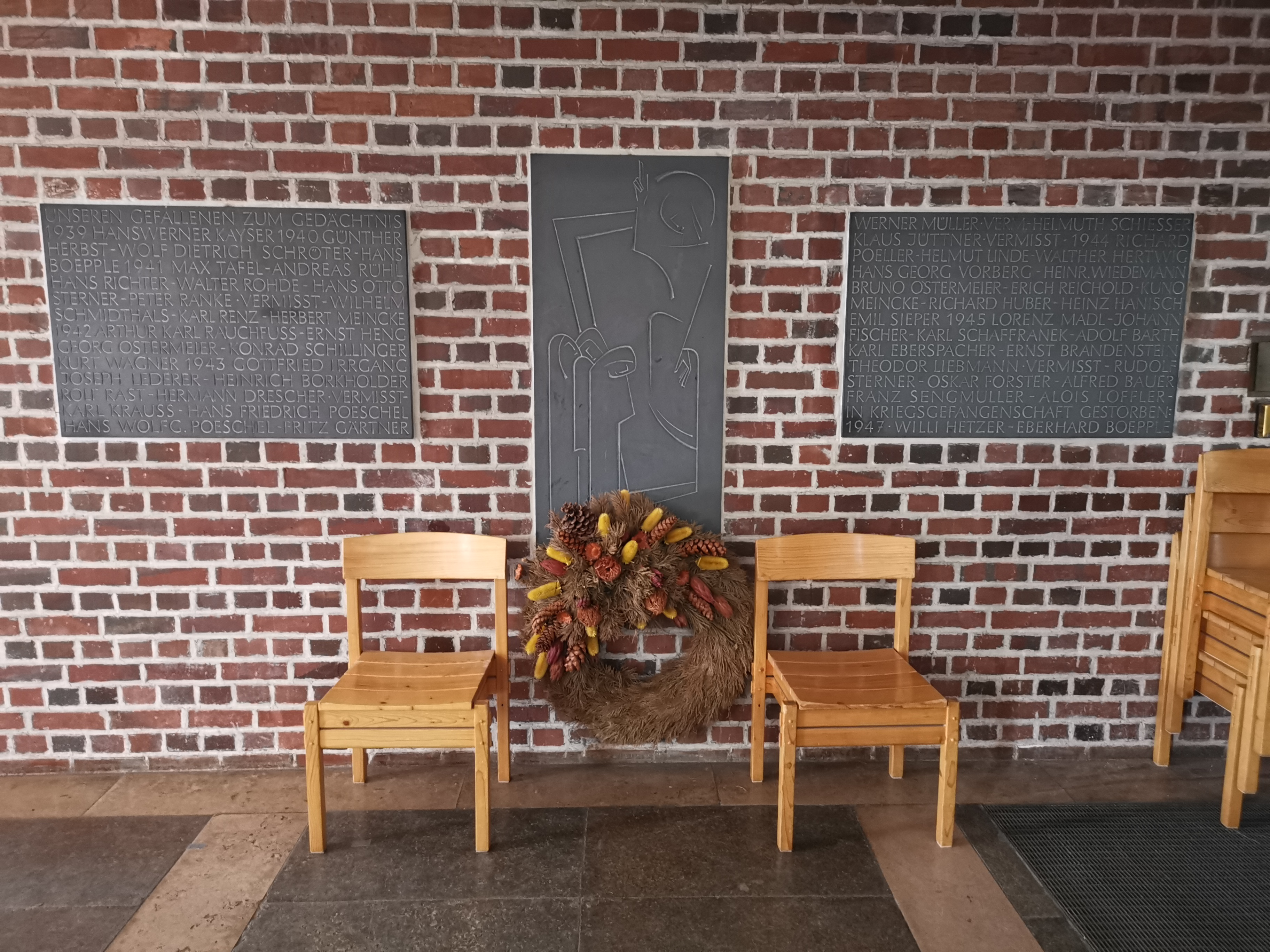
Kriegerdenkmal in der Apostelkirche München-Solln

1964 wurde im rückwärtigen Teil der Kirche ein Ehrenmal der Sollner Gefallenen des Zweiten Weltkrieges des Bildhauers Helmut Ammann angebracht. Die beiden äußeren Schieferplatten tragen ihre Namen. Die mittlere Tafel stellt die Verkündigung der Auferstehung an die drei Frauen durch den Engel am leeren Grab dar.
Seit dem internationalen Taizétreffen in München 1994 schmückt das Taufbecken ein sogenanntes Taizé-Kreuz.

## Orgel

Orgel der Apostelkirche München-Solln

Die dreimanualige Orgel wurde 1962 vom Orgelbauer Guido Nenninger installiert. 2018 wurde sie von Firma Münchner Orgelbau Johannes Führer umgebaut und erweitert. Das Instrument hat 33 klingende Register und einen Quintauszug auf drei Manualen und Pedal.
Die Disposition lautet seit 2018 wie folgt:
| I Brüstungspositiv C–g3 |                |       |
| 1.                      | Rohrflöte      | 8′    |
| 2.                      | Blockflöte     | 4′    |
| 3.                      | Prestant       | 4′    |
| 4.                      | Hohlflöte      | 2′    |
| 5.                      | Quintlein      | 1 ⁄3′ |
| 6.                      | Terzzimbel III | 1⁄3′  |
| 7.                      | Krummhorn      | 8′    |
|                         | Tremulant      |       |

| II Hauptwerk C–g3 |               |       |
| 8.                | Gedacktpommer | 16′   |
| 9.                | Prinzipal     | 8′    |
| 10.               | Spitzflöte    | 8′    |
| 11.               | Oktave        | 4′    |
| 12.               | Kleingedackt  | 4′    |
| 13.               | Schwiegel     | 2′    |
| 14.               | Mixtur III–IV | 1 ⁄3′ |
| 15.               | Trompete      | 8′    |

| III Schwellpositiv C–g3 |                  |        |
| 16.                     | Holzgedackt      | 8′     |
| 17.                     | Weidenpfeife     | 8′     |
| 18.                     | Rohrflöte        | 4′     |
| 19.                     | Viola            | 4′     |
| 20.                     | Nasat            | 2 ⁄3′  |
| 21.                     | Principal        | 2′     |
| 22.                     | Terzflöte        | 1 3⁄5′ |
| 23.                     | Sifflöte         | 1′     |
| 24.                     | Scharfmixtur III | 1′     |
| 25.                     | Vox Humana       | 8′     |
|                         | Tremulant        |        |

| Pedal C–f1 |             |         |
| 26.        | Subbaß      | 16′     |
| 27.        | Violon      | 16′     |
|            | Quintbaß    | 10 2⁄3′ |
| 28.        | Oktavbaß    | 8′      |
| 29.        | Gemshorn    | 8′      |
| 30.        | Choralbaß   | 4′      |
| 31.        | Baßzink III | 5 1⁄3′  |
| 32.        | Fagott      | 16′     |
| 33.        | Trompete    | 8′      |

- Koppeln:
  - Normalkoppeln: I/II, III/II, II/I, III/I, I/P, II/P, III/P
  - Suboktavkoppeln: III/I, III/II, III/III

## Kirchenmusik
Die Sollner Kantorei, deren Anfänge ein halbes Jahrhundert zurückreichen, hat sich inzwischen zu einem der großen, überregional bekannten Münchner Konzertchöre entwickelt, der seinen Gesang außer in der Apostelkirche auch andernorts darbietet. 2000 wurde Händels Messias im Herkulessaal aufgeführt. 2001 folgte Verdis Messa da Requiem. Seitdem findet jährlich ein Konzert der Sollner Kantorei dort statt. Der Chor führt auch Auslands-Konzertreisen durch.
Weiterhin proben und singen in der Apostelkirche der Sollner Kammerchor, der Bläserchor der Apostelkirche, der Sollner Jugendchor und der Sollner Kinderchor. Weil auch bei ausverkauften Konzerten die Ausgaben höchstens 50 % gedeckt seien, wurde 1991 zur Förderung der musikalischen Arbeit der Apostelkirche der Verein „Sollner Sonntagskonzerte“ gegründet.

## Prodekanatskirche
2014 wurde die Apostelkirche Sitz des Prodekanats München-Süd. Im Zuge einer Strukturreform ab 2025 entfielen die Prodekanate und die evangelische Kirchengemeinde Solln mit der Apostelkirche gehört nun zum Bereich 2 des Evangelisch-Lutherischen Dekanatsbezirks München.